# Eulogiusz (Horbowiec)

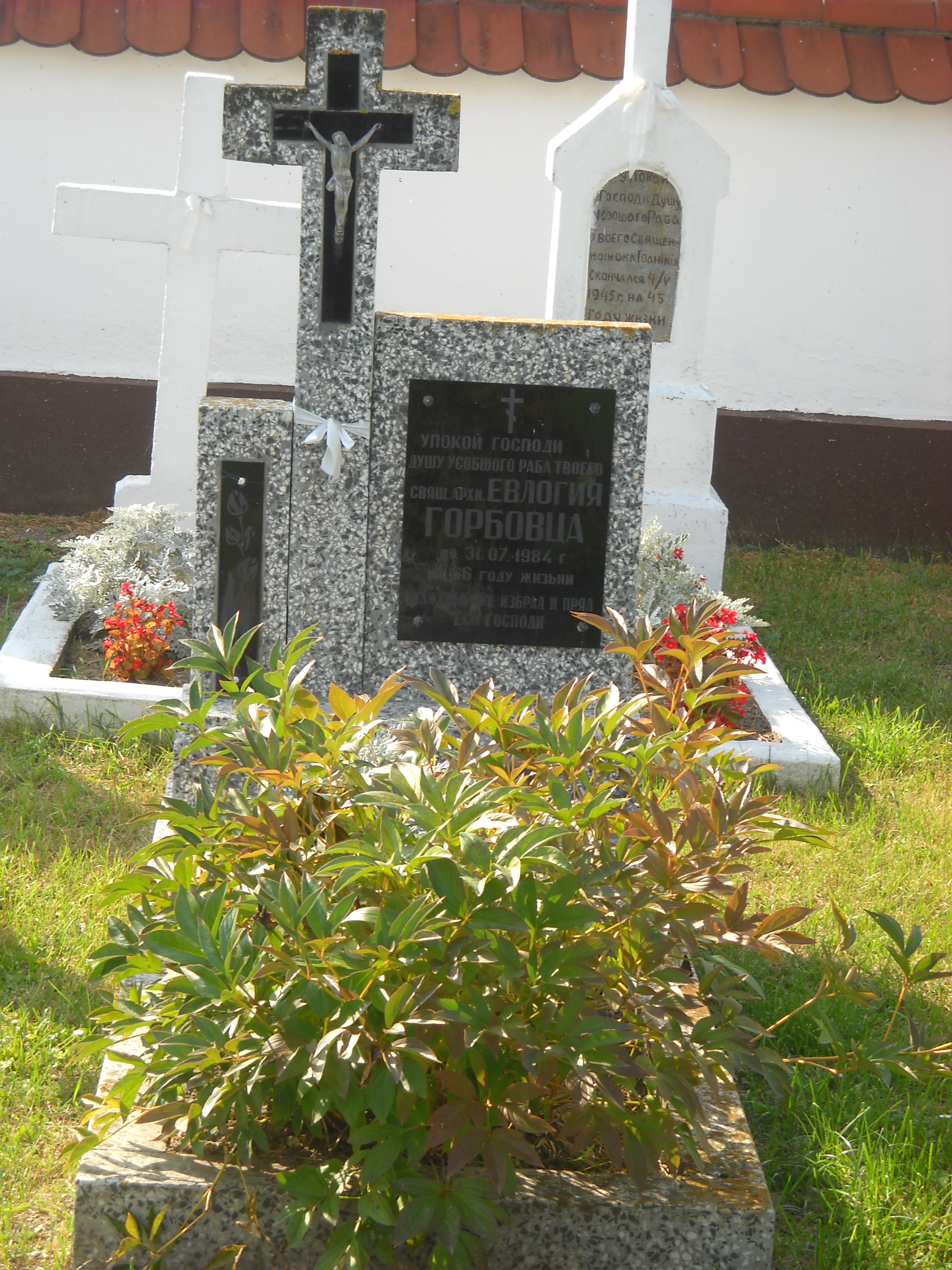
Grób archimandryty Eulogiusza na cmentarzu mnichów przy monasterze św. Onufrego w Jabłecznej

Eulogiusz, imię świeckie Eugeniusz Horbowiec (ur. 11 kwietnia 1918 w Muromie, zm. 26 lipca 1984) – polski duchowny prawosławny, przełożony monasteru św. Onufrego w Jabłecznej w latach 1955–1970.

## Życiorys
W 1933 wstąpił jako posłusznik do monasteru św. Onufrego w Jabłecznej. W 1937 złożył śluby mnisze w riasofor, ukończył także szkołę psalmistów przy klasztorze. W 1938 wymieniony jako posłusznik w monasterze w Jabłecznej. W tym samym roku musiał przyjąć święcenia kapłańskie i złożyć wieczyste śluby mnisze. Odnotowano bowiem, iż 13 lipca tego samego roku w Holeszowie został pobity przez grupę strażaków rozbierających (w ramach akcji rewindykacyjnej) miejscową cerkiew św. Michała Archanioła, w której miał udzielać ślubu. Według innego źródła na hierodiakona został wyświęcony dopiero 25 czerwca 1942. W tym samym roku został hieromnichem.
W okresie II wojny światowej służył w parafiach w Hrubieszowie oraz w Międzylesiu, gdzie z braku wolno stojącej cerkwi obsługiwał pomieszczenie modlitewne w miejscowej szkole. W latach powojennych, do Akcji „Wisła”, był proboszczem w Zabłociu. W 1946 otrzymał godność igumena. Do 1947 był także proboszczem monasterskiej parafii w Jabłecznej, służył także w cerkwiach w Sławatyczach i w Holeszowie.
Od 1948 do 1954 był proboszczem parafii w Topilcu. W 1950 był także wikariuszem w parafii w Jałówce.
W 1955 otrzymał godność archimandryty. Od 1955 do 1970 był przełożonym monasteru św. Onufrego w Jabłecznej. Kierował kilkuosobową wspólnotą (3 mnichów i dwóch posłuszników w 1962), kilkakrotnie skarżył się metropolicie warszawskiemu i całej Polski na problemy z dyscypliną w klasztorze (alkoholizm). Mimo wszystkich problemów monaster w Jabłecznej pozostawał jednym z najważniejszych sanktuariów Polskiego Autokefalicznego Kościoła Prawosławnego.
Z jego inicjatywy w 1965 ponownie rozpoczęto – po kilkunastoletniej przerwie po wysiedleniach miejscowych prawosławnych Ukraińców – regularne odprawianie nabożeństw w  cerkwi Opieki Matki Bożej w Sławatyczach. W 1956 i ponownie w 1970 był jednym z kapelanów żeńskiego monasteru na Grabarce.
W 1970 przekazał kierowanie monasterem archimandrycie Sawie. W roku następnym został skierowany do parafii hrubieszowskiej i był jej proboszczem przez cztery lata. Następnie przeszedł do służby duszpasterskiej w diecezji wrocławsko-szczecińskiej i między lutym a wrześniem 1975 tymczasowo służył w Torzymiu, po czym wrócił do monasteru w Jabłecznej. Tam spędził ostatnie lata życia i został pochowany na cmentarzu mnichów.